# Invernadero de la Quinta Normal

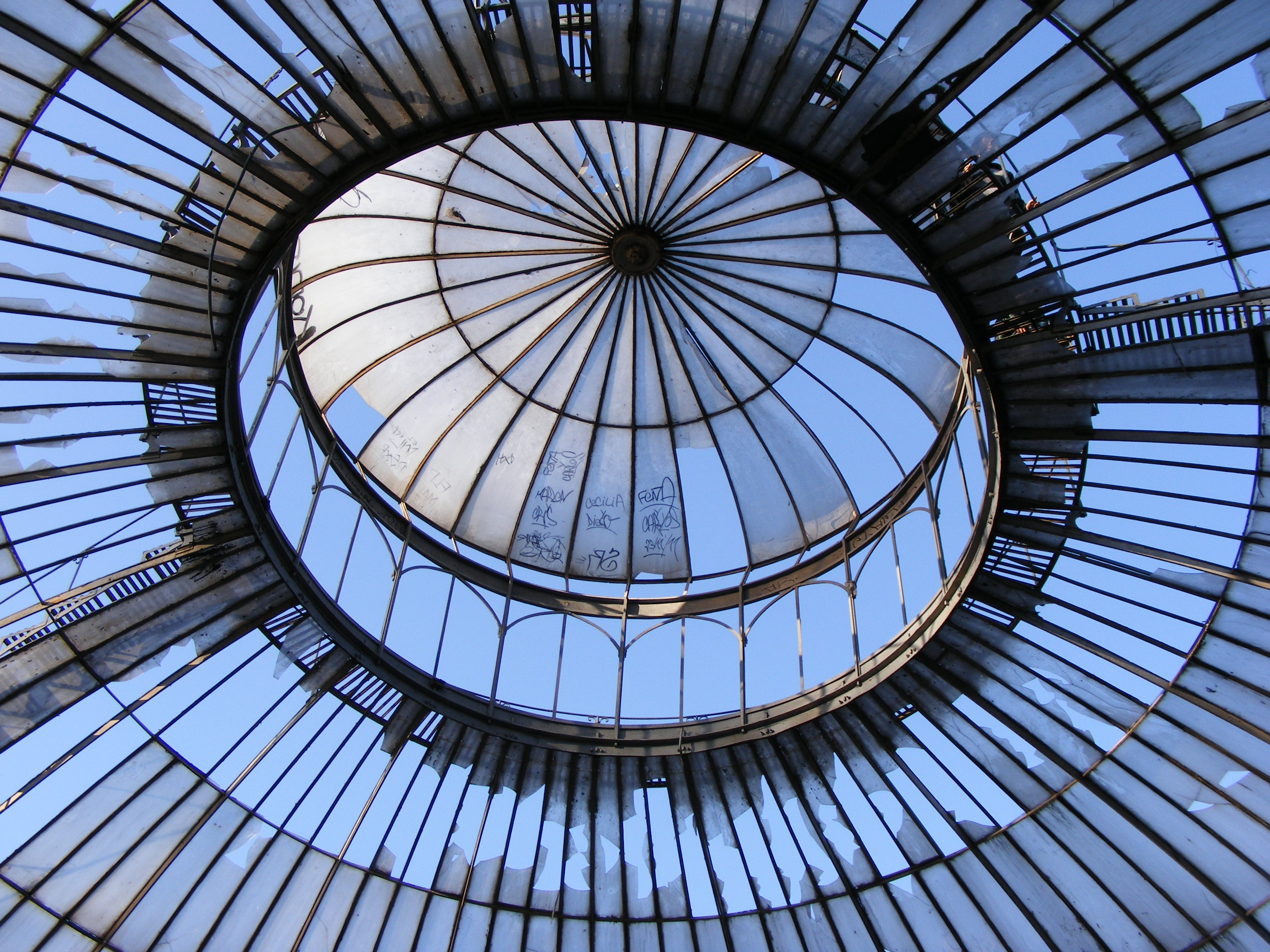
Vista de la cúpula del invernadero desde su interior.

El Invernadero de la Quinta Normal está ubicado en el Parque Quinta Normal en la ciudad de Santiago, Chile. Instalado en el lugar en 1890, se encuentra en estado de abandono desde 1995. Fue declarado Monumento Nacional de Chile en la categoría de Monumento Histórico, mediante el Decreto n.º 279 del 17 de julio de 2009.

## Historia
El invernadero, construido probablemente hacia 1866, perteneció a la Quinta Meiggs —ubicado en el sector del Barrio República—, de propiedad del empresario estadounidense Enrique Meiggs, hasta que fue adquirido por el Estado y trasladado al Parque Quinta Normal como observatorio de plantas del Jardín Botánico en el año 1890.
En el año 1922 cesó las funciones el último director del Jardín Botánico, por lo que el invernadero comenzó su declive como conservatorio de plantas exóticas, deteriorándose desde esa fecha debido a su nula mantención, sin ser reutilizado.
En el año 1989 fue rehabilitado como conservatorio de plantas medicinales, proyecto que no tuvo continuidad en el tiempo, terminándose en 1995, encontrándose abandonado desde entonces.
Desde el año 2010 la Municipalidad de Santiago estudia la restauración y reparación del invernadero, debido a su deterioro.

## Descripción
El invernadero se ubica al interior del Parque Quinta Normal, en su sector suroriente, próximo a la fachada sur del Museo Nacional de Historia Natural. Es un edificio construido de piezas prefabricadas de hierro forjado y vidrio, instalado en un zócalo de piedra. Se presenta en forma de cuerpo alargado, con un volumen central con una cúpula, y dos laterales simétricos.